# Janne Hollertz
Johan (Janne) Hollertz, född 6 maj 1832 i Stockholm, död 28 september 1891 i New York, var en svensk tecknare. och officer i den amerikanska nordstatsarmén.
Han var son till bankkassören Johan Hollertz och hans hustru Anna Maria. Efter studier i Uppsala arbetade han som tidningsman i Stockholm bland annat för Kapten Puff och Riksbladet. Efter en obehaglig historia i Stockholm 1859 rymde han till Amerika. Där deltog han i inbördeskriget för nordstatsarmén 1861-1865 och skall ha lämnat aktiv tjänst med kaptens grad. Han var sedan verksam som kontorist i New York fram till 1872 då han blev redaktör för den där samma år grundade tidningen Nordstjernan och 1875 blev han redaktör för tidningen Folkets röst i Jamestown. Han återvände till Nordstjernans redaktion 1888 där han förutom text försåg tidningen med illustrationer. I Sverige utgav han 1857 ett häfte med titeln Min skrifbok. Hollertz finns representerad vid bland annat Uppsala universitetsbibliotek.